# Zions Bank Stadium
O Zions Bank Stadium é um estádio específico do futebol em Herriman, Utah, Estados Unidos, com capacidade para 5.000 pessoas. O estádio abriga o Real Monarchs, um time da United Soccer League afiliado ao Real Salt Lake da Major League Soccer, e o Utah Warriors, um time de Major League Rugby .  O estádio faz parte de construção do Zions Bank Real Academy, avaliado em US $ 78 milhões de dolares e que inclui as instalações da categoria de base e de treinamento para o Real Salt Lake, e fica perto do corredor de Mountain View .  Foi originalmente programado para abrir em 31 de março de 2018, mas foi adiado para abril após atrasos na construção.   Em maio de 2017, o Real Salt Lake e o Zions Bank anunciaram um acordo de patrocínio que daria direitos de nomeação ao banco para o estádio.  

## Instalações
O Zions Bank Stadium é um estádio de 5.000 lugares no centro da Zions Bank Real Academy, um estádio de 40 acres (16 ha) em Herriman, Utah . O campo mede 120 by 75 yd (110 by 69 m), as mesmas dimensões do Estádio Rio Tinto (casa do Real Salt Lake ), e usa uma superfície artificial Greenfields MX . O lado leste inclui uma cabine de imprensa, suíte dos proprietários e espaços de hospitalidade no lado leste do campo. O telhado do estádio tem 9,800 sq ft (910 m2)  de painéis solares que fornecem 166 kW de eletricidade. 

## História
O Real Salt Lake escolheu Herriman como local do estádio e da academia no início de 2016.  O clube já havia considerado opções em West Valley City e planejou um estádio para 8.000 lugares no Utah State Fairpark até que as negociações no governo estadual desmoronassem.    A construção começou em agosto de 2016 e a escola charter da academia foi inaugurada em agosto de 2017.   A escola charter, construída para servir jogadores e residentes de áreas próximas, concentra-se em um currículo STEM e inclui um dormitório no local. O Real Salt Lake e o Real Monarchs começaram a usar as instalações de treinamento internas em janeiro de 2018, substituindo os campos de pré-temporada realizados na Califórnia e no Arizona. 
Devido à proximidade do estádio com uma escola, a 30m de distância, inicialmente não foi capaz de servir bebidas alcoólicas. De acordo com as leis estaduais, a liquor license não pode ser emitida para empresas cuja entrada esteja a menos de 200 ft (61 m) de uma escola.  Em resposta, o Real Salt Lake mudou a entrada para o canto noroeste, a um custo de US $ 250.000, e recebeu uma licença da comissão estadual de bebidas.   O estádio também possui uma série de painéis solares de 166 quilowatts em seu telhado. 
O primeiro evento esportivo no estádio, uma partida do Utah Warriors contra o Prairie Wolf Pack, aconteceu no dia 20 de abril e contou com a presença de 3.143 pessoas.  O Real Monarchs jogou sua primeira partida em casa no dia 30 de abril, um empate sem gols contra o Las Vegas Lights FC que contou com 4.065 espectadores. 

## Outros eventos
Em junho e julho de 2020, o Zions Bank Stadium e o Rio Tinto Stadium sediaram a 2020 NWSL Challenge Cup, uma competição especial para iniciar a temporada 2020 da Liga Nacional de Futebol Feminino, depois de ter sido adiada devido à pandemia COVID-19 . O Zions Bank Stadium sediou as primeiras rodadas da competição, com o jogo sendo transferido para o Rio Tinto Stadium nas semifinais e na final. 

### Lacrosse
A temporada 2020 da Premier Lacrosse League foi transferida para o Zions Bank Stadium, com a Championship Series disputada em julho e agosto. As equipes e pessoal de apoio foram alojados na Real Salt Lake Training Academy sob quarentena. 